# Christer Wahlgren
Christer Fredrik Olof Wahlgren, född 16 oktober 1900 i Malmö, död där 3 mars 1987, var en svensk tidningsman och kommunalpolitiker (höger). Han var son till Olof Wahlgren (1863–1940) och far till Olof Wahlgren (1927–1990).

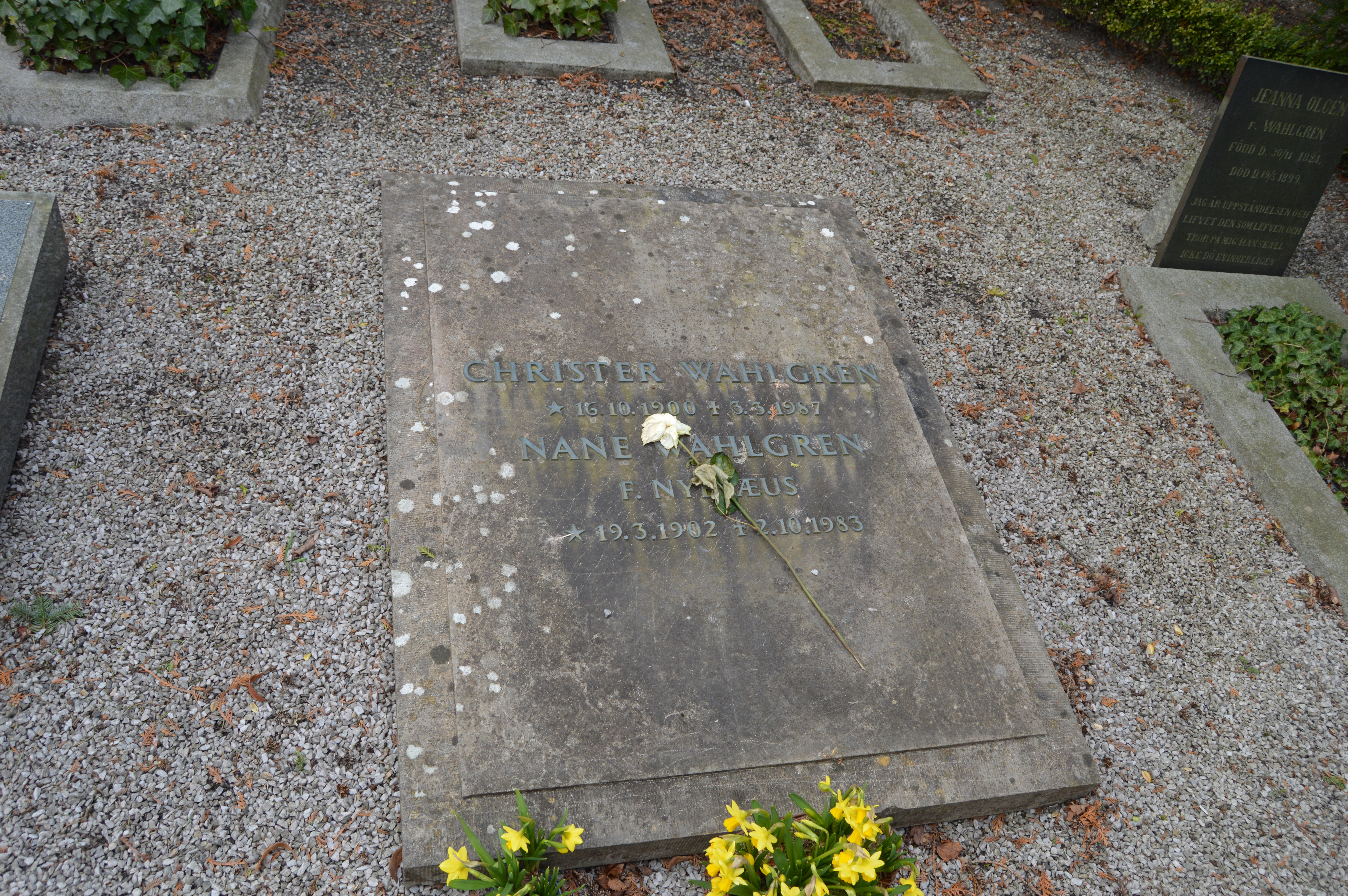
Christer Wahlgrens gravvård på Östra kyrkogården i Lund.

Wahlgren blev fänrik vid Göta livgarde 1920, löjtnant 1925, kapten 1935, placerades på reservstat 1937 och blev major 1943. Han studerade vid Handelshögskolan i Stockholm 1935–37, var verkställande direktör i Sydsvenska Dagbladets AB 1937–67, styrelseledamot 1929, styrelseordförande från 1940 och dess chefredaktör 1946–67. Han var styrelseordförande i Kvällspostens AB från 1947, ledamot av Malmö drätselkammare 1944–51, av stadsfullmäktige 1942–46, ordförande i Publicistklubbens krets 1949–53, Malmö Högerförbund 1949–57, styrelseledamot i Tidningarnas Arbetsgivareförening 1943–57 och ledamot av Högerpartiets styrelse 1958–64. Han valdes till hedersledamot av Malmö nation i Lund 1967.

## Utmärkelser
- Kommendör av första klassen av Vasaorden, 6 juni 1972.[3]